# نخل کاتارینا
نخل کاتارینا (نام علمی: Butia catarinensis) نام یک گونه از سرده نخل‌های پرسان است.